# Wülfte
Wülfte is een plaats in de Duitse gemeente Brilon, deelstaat Noordrijn-Westfalen, en telt 414 inwoners (2007).

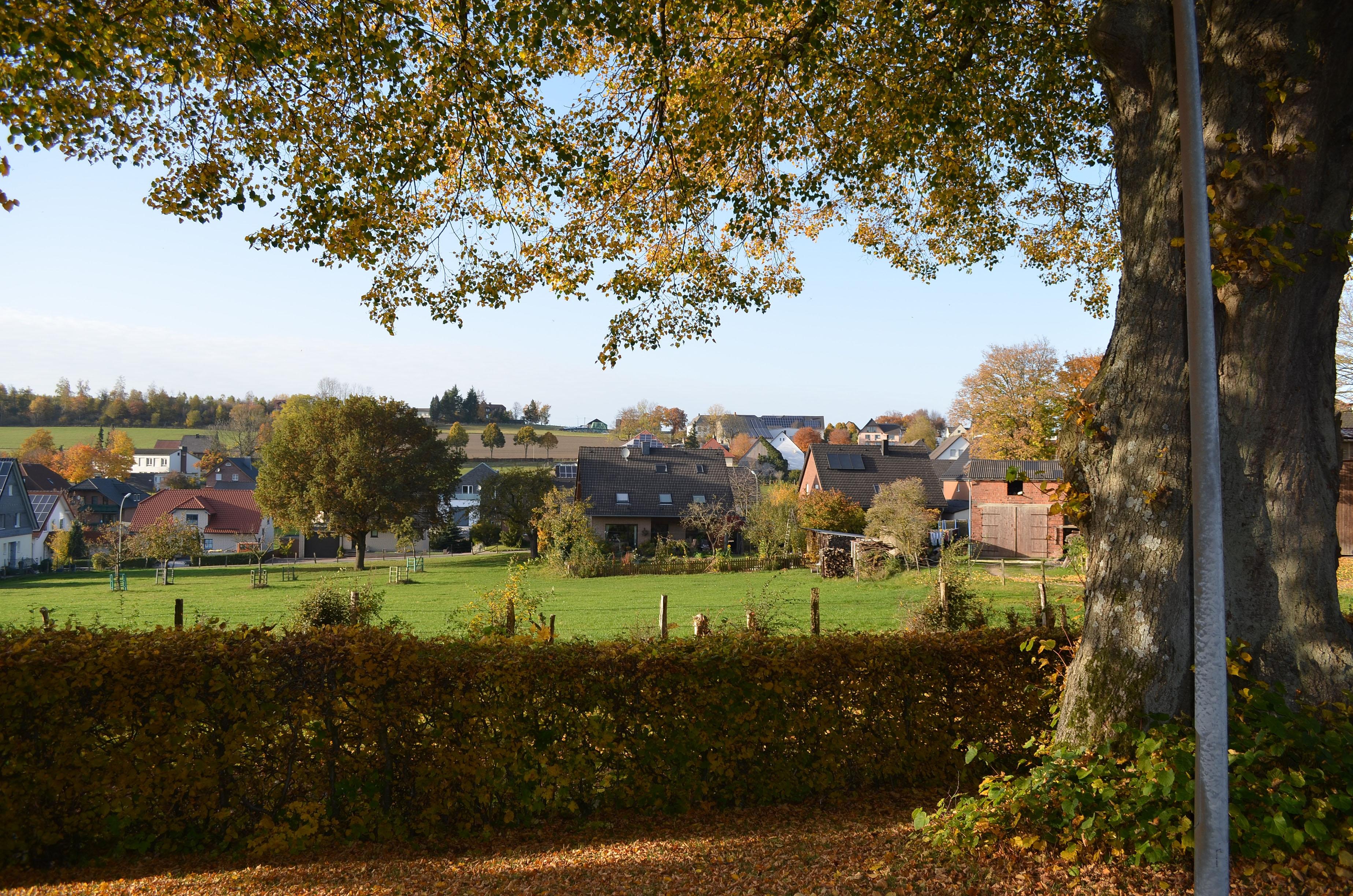
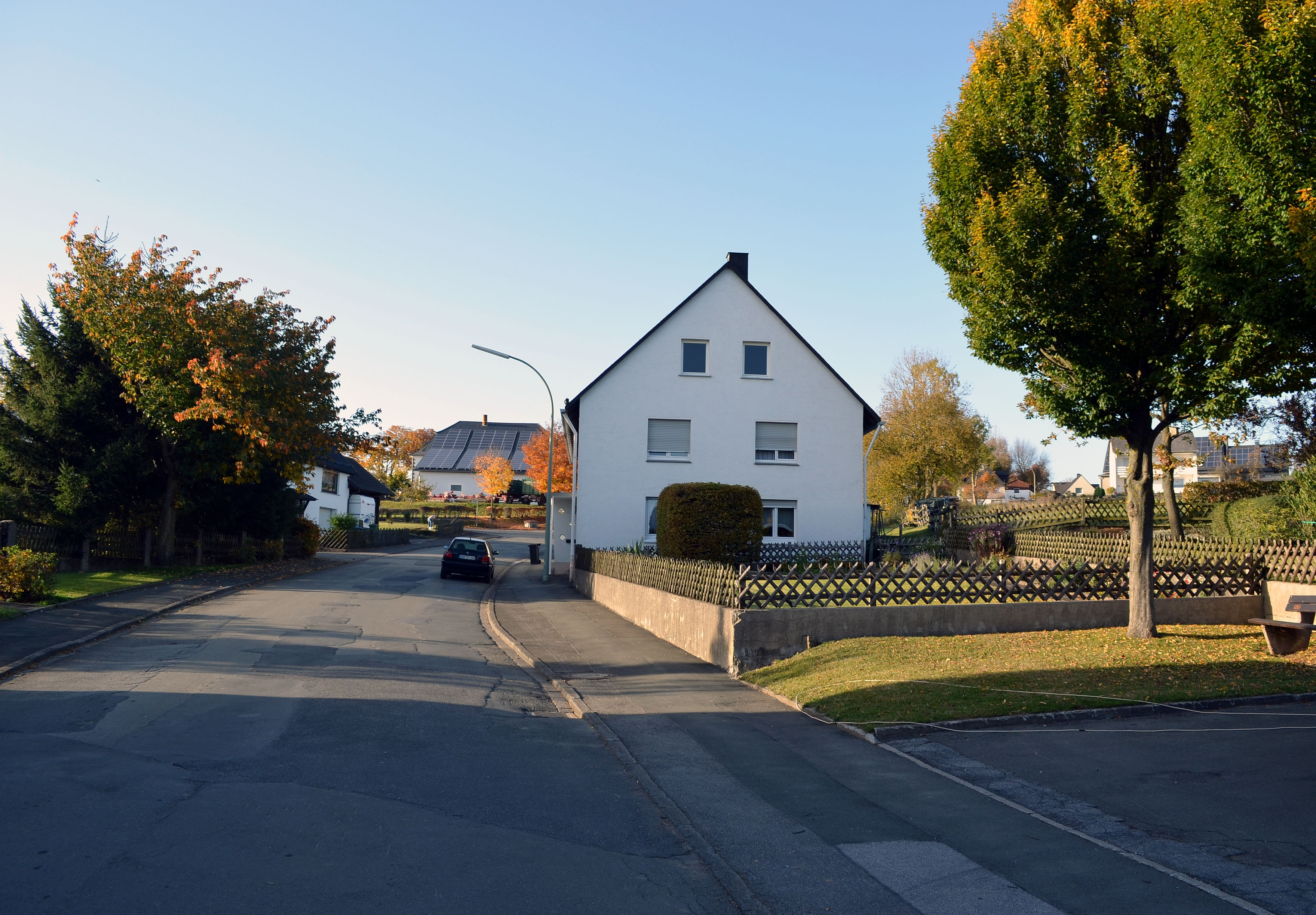
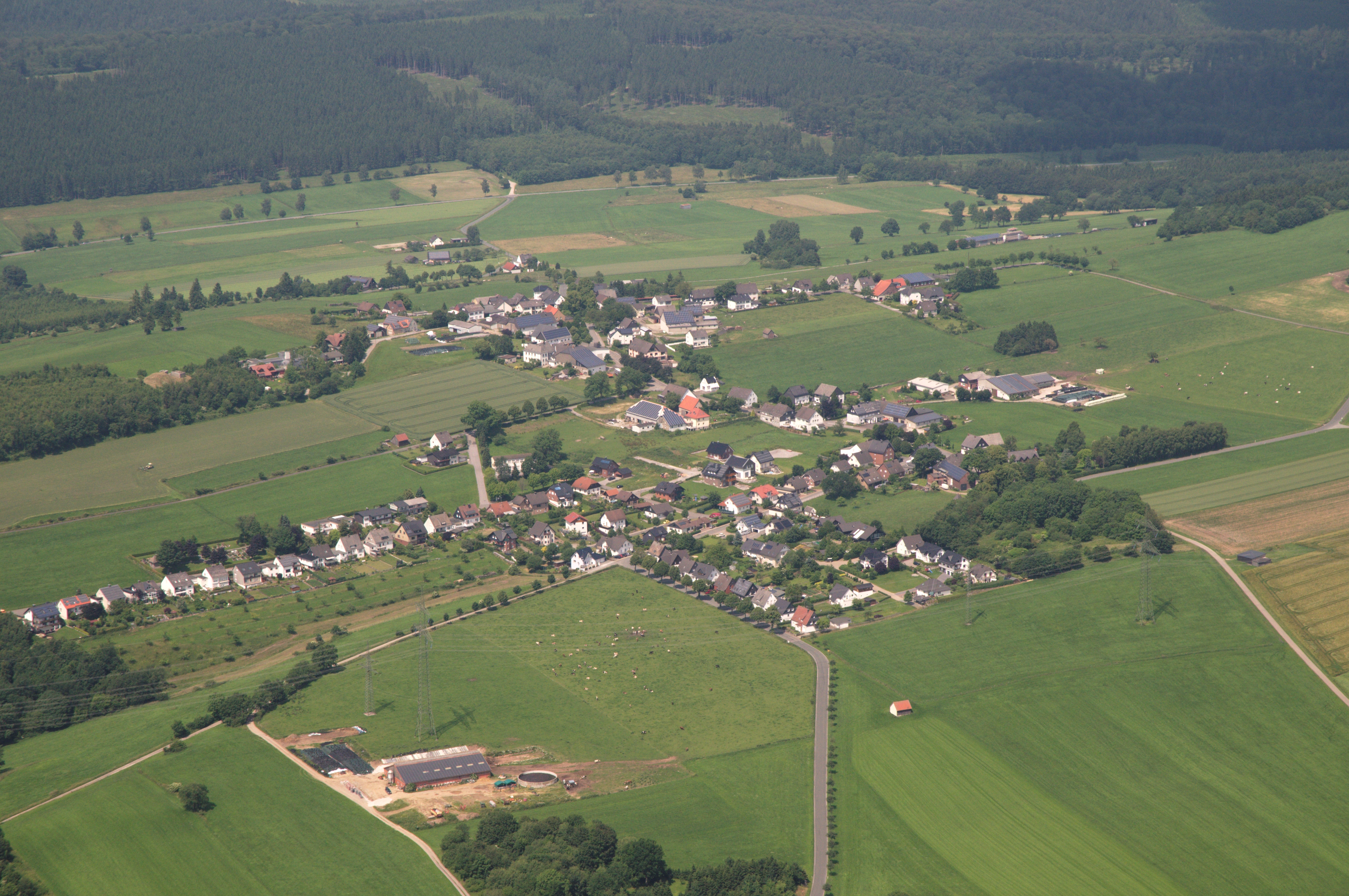